# Янгикент (Узбекистан)
Янгикент (узб. Yangikent / Янгикент) — посёлок городского типа, расположенный на территории Гузарского района Кашкадарьинской области Республики Узбекистан.

Статус посёлка городского типа с 2009 года. Рядом с городом протекает канал Камрат.